# KV-SafeNet
Das KV-SafeNet ist eine von zwei zugelassenen Anbindungsmöglichkeiten an das sichere Netz der Kassenärztlichen Vereinigungen (KVen), welches die digitale Kommunikation zwischen Leistungserbringern im Gesundheitswesen und KVen absichern und erleichtern soll. Das Verfahren setzt im Unterschied zur zweiten Möglichkeit – dem KV-Flexnet – einen Safenet-Router bei den Leistungserbringern voraus, welcher kostenpflichtig von KV-zertifizierten Providern zu beziehen ist. Die Anbindung über KV-Safenet ist für bestehende Netzwerke wie z. B. Kliniken oder MVZ bundesweit verpflichtend. Ob dies auch für Einzelpraxen gilt oder daneben KV-Flexnet im jeweiligen Bundesland als alternativer Zugang angeboten wird, entscheidet jede Landes-KV individuell. Für Organisation und Weiterentwicklung des KV-SafeNet ist seit 2008 die Kassenärztliche Bundesvereinigung (KBV) verantwortlich. Bundesweit bestehen nach derzeitigen Schätzungen heute mehr als 50.000 physikalische KV-SafeNet-Anschlüsse in Praxen und Kliniken.
Das sichere Netz der KVn verbindet einzelne Arztpraxen, medizinische Einrichtungen und Krankenhäuser mit den Rechenzentren der KVen. Eine Zugangsberechtigung zum sicheren Netz der KVn bekommen nur die von der KV zugelassenen Anwender. Der Zugang durch Unbefugte zum Netz der KVen, den darin übertragenen Daten und bereitgestellten Anwendungen und Diensten sowie den angeschlossenen PCs soll damit ausgeschlossen werden. Seit dem 1. Juli 2015 (Quartal III/2015) muss die Quartalsabrechnung aller Leistungserbringer über das sichere Netz der KVn erbracht werden, eine Abgabe in Papierform, auf Datenträgern oder die Webportale der Landes-KVn wird nicht mehr akzeptiert. 
Der Begriff KV-Safenet wird häufig irrtümlich synonym für das sichere Netz der KVen verwendet, stellt jedoch wie oben beschrieben nur eine mögliche technische Anbindung an dieses dar.

## Das Sichere Netz der KVen
Seit 2008 sind sämtliche KVen und die KBV über den sogenannten KV-Backbone miteinander vernetzt und bilden einen KV-übergreifenden Netzverbund. Dieser Netzverbund wird als das „Sichere Netz der KVen“ (SNK) bezeichnet. Im SNK werden neben Applikationen zur Nutzung durch die Vertragsärzte und -psychotherapeuten auch Infrastrukturdienste wie z. B. DNS- und NTP-Server betrieben. Der Einsatz des Border Gateway Protocols (BGP) in Kombination mit dem für dieses Netz zur Verfügung stehenden öffentlichen IP-Adressraum ermöglichen dem Teilnehmer die Nutzung KV-übergreifend angebotener Dienste.
KV-Ident (Bayern), KVH-Online (Hessen) und MediSign (Rheinland-Pfalz, Sachsen, Schleswig-Holstein) oder KV-Online (Westfalen-Lippe) über ein Software-VPN mit Authentifizierung über Chipkarte oder Gridkarte sind Methoden zur Authentifizierung und werden zur eindeutigen Identifikation von KV-Mitgliedern an Webportalen eingesetzt. Nach erfolgreicher Authentisierung erhält das Mitglied die Autorisierung zur Nutzung der im Webportal verfügbaren Webanwendungen. Die Webportale der KVen sind Alternativen für die Übertragung der Online-Abrechnung, über die Webportale der KVen ist jedoch keine Anbindung an das sichere Netz der KVen und den dort verfügbaren Anwendungen und Diensten möglich.
KV-SafeNet (Netzkopplung) ist ein zusätzlicher Authentisierungsdienst („personenbezogen“) für Kliniken und sonstige netzübergreifende Gesundheitseinrichtungen (Ärztenetze, MVZ mit mehreren BSNR über eine physikalische IT-Infrastruktur im Gebäude etc.). Dieser zusätzliche Dienst wird über zertifizierte Netzkopplungsanbieter angeboten. Über bestehende LAN- bzw. WAN-Strukturen können sich somit interessierte Teilnehmer über ein abgesichertes, zentralisiertes „KV-SafeNet-Gateway“ – nach erfolgreicher personenbezogener Authentifizierung an dem KV-SafeNet Netzkopplungsrouter – mit dem Sicheren Netz der KVen verbinden. Sämtliche Online-Dienste im SNK sind über diese Zugangsvariante erreichbar. Anders verhält es sich mit KV-Ident, KVH-Online, Medisign, KV-Online oder über einen eToken: Die Verwendung einer dieser Zugangsvarianten lässt nur die Nutzung einzelner Online-Anwendungen der Landes-KVen – und das auch nur arbeitsplatzbezogen – zu. Diese Zugangsmöglichkeiten sind eher singulär zu sehen (bspw. eine Arztpraxis möchte einmal je Quartal abrechnen).

## Technik
Mit KV-SafeNet wird die von der KBV spezifizierte Anbindung an das „sichere Netz der KVen“ auf Basis eines Hardware-VPN bezeichnet. KV-SafeNet ist also keine eigene Infrastruktur, sondern lediglich eine Variante der Anbindung an eine Infrastruktur, wie das „sichere Netz der KVen“.
Voraussetzung für diese Anbindung über KV-SafeNet ist auf Seiten des Teilnehmers ein beliebiger Internetanschluss sowie die Verfügbarkeit eines internetfähigen PCs. Der Aufbau des VPN-Kanals erfolgt auf Basis einer bestehenden Internetverbindung. Dafür werden von den zertifizierten KV-SafeNet Providern in den anzuschließenden Praxen KV-SafeNet Router, und in den KV-Rechenzentrum VPN-Konzentratoren installiert und betrieben. Zwischen KV-SafeNet Router und VPN-Konzentratoren werden mit TLS oder IPSec verschlüsselte VPN-Tunnel etabliert, welche den Kommunikationsweg sichern und dafür sorgen, dass die im VPN-Tunnel transportierten Daten vor Fremdzugriffen geschützt sind. KV-SafeNet Router und VPN-Konzentratoren stellen also die sogenannten Tunnelendpunkte dar.
Der KV-SafeNet Router ist so konfiguriert, dass ein aktiver Verbindungsaufbau aus dem Internet in die Praxis nicht möglich ist und somit der Zugriff von unberechtigten Dritten auf das Praxis-Netzwerk des Arztes verhindert wird.
Für die Anbindung über KV-SafeNet an das „sichere Netz der KVen“ sind von der KBV zertifizierte Zugangsprovider zuständig. Die von der KBV an einen KV-SafeNet Provider gestellten technischen und organisatorischen Anforderungen werden in dem Dokument „Rahmenrichtlinie KV-SafeNet“ spezifiziert. Dieses Dokument stellt die Basis für die Zertifizierung von Zugangsprovidern zum KV-SafeNet.
Die Laufzeit eines Zertifikats beträgt drei Jahre. Nach dieser Laufzeit muss sich der Anbieter rezertifizieren lassen. Auf diese Weise wird sichergestellt, dass die dem KV-SafeNet zugrunde liegenden Sicherheitsmechanismen immer dem aktuellen Stand der Technik entsprechen.

## Kritik

### Datenschutz und Sicherheit
Die KBV nennt als ursprünglichen Grund zur Errichtung des sicheren Netzes die Einführung der elektronischen Gesundheitskarte (eGK) durch den Gesetzgeber. Bereits gegen diese gab es auch aus Datenschutzbedenken massiven Widerstand seitens der Ärzteschaft.
Ein Administrator für Praxis-IT des Chaos Computer Clubs übt grundsätzliche Kritik am Konzept des sicheren Netzes der KVen: Mit dessen Errichtung werde die technische Möglichkeit zur Aggregation und Auswertung der sensiblen personenbezogenen Daten wie z. B. Diagnosen von Millionen GKV-Versicherten erst geschaffen. Zudem wird das Sicherheitsprinzip des KV-Safenet als „security by obscurity“ (Sicherheit durch Verschleierung) in Frage gestellt, welches in der Geschichte der Kryptographie noch nie längerfristig erfolgreich gewesen sei. Auf die geheime Routerfirmware haben die Leistungserbringer keinen Zugriff. Kein verantwortungsvoller Administrator würde sich eine „Blackbox“ in das Zentrum seiner zu schützenden Infrastruktur stellen.
Die Einführung der eGK hatte mit der Entstehung von KV-SafeNet nur indirekt etwas zu tun. Das KV-SafeNet hat eine grundlegende Daseinsberechtigung: Seinerzeit, in 2002, hatten der Deutsche Bundestag und der Bundesrat beschlossen, ein qualitätsgesichertes Mammographie-Screening-Programm auf den Weg zu bringen. Hierbei handelte es sich um eine bundesweit erste Präventionsmaßnahme, welche im Ausrollverfahren stark digitalisiert mit begleitet wurde bzw. wird. Den Auftrag zur Sicherstellung erhielt damals die KBV. Es mussten somit – neben den Screeningeinheiten als solche – diverse „Online-Werkzeuge“ erstellt werden. U. a. entstandenen hieraus die KV-Applikationen MaSc und Mammasoft der KVWL und der KVB und eine sichere Anbindung der Screening-Einheiten (knapp über 90 feste Screening-Einheiten (SE) mit insgesamt ca. 300 „Satelliten“ in den Städten) an die Rechenzentren der KVen. Aus der sicheren Anbindung ist das KV-SafeNet, mit all den Kontrollmechanismen für KV-SafeNet-Anbieter, wie Zertifizierungen und Audits, entstanden. Ableitend hieraus wurden in den Jahren danach weitere Online-Anwendungen, wie die Übermittlung von Tumordokumentationsdaten (ONDIS) oder auch krebsbezogenen Daten zu den Epidemiologischen Landeskrebsregiestern – am Beispiel NRW via EPICAN: Hier wurde eine Landes-KV als Psyeudonymisierungs-Stelle im Gesetz fest mit verankert – mit Hilfe von KV-SafeNet sicher übermittelt.

### Kosten
Die Einhaltung der Sicherheitsanforderungen und der Service durch die Provider ist mit zusätzlichen Kosten verbunden, die über die Kosten eines einfachen DSL-Anschlusses hinausgehen. Dieser Umstand hat viel Kritik am KV-SafeNet hervorgerufen. Die Vorgaben für die KV-SafeNet-Zertifizierung von der  KBV enthalten allerdings keine konkreten Maßgaben bezüglich der einzusetzenden Technik. Die Provider können daher Geräte aus unterschiedlichen Preissegmenten verwenden, solange die entsprechende Lösung der Spezifikation (Rahmenrichtlinie KV-SafeNet V3.0) genügt. In der Folge sollten verschiedene Preisklassen abgedeckt werden. In jedem Fall entstehen dennoch zusätzliche Kosten zum normalen DSL-Anschluss.
Ein weiterer großer Kritikpunkt ist die Verknüpfung der quartalsweise zu übermittelnden Online-Abrechnung und KV-SafeNet. Dadurch wurde bei vielen Vertragsärzten und -psychotherapeuten der Eindruck erweckt, dass die Übermittlung der Online-Abrechnung ausschließlich an KV-SafeNet als Übertragungsweg gekoppelt ist.
Viele KVen hatten auf die Kritik reagiert und alternative und kostengünstigere Wege der Online-Abrechnung zur Verfügung gestellt, beispielsweise KV-Ident (Bayern), KVH-Online (Hessen) und MediSign (Rheinland-Pfalz, Sachsen, Schleswig-Holstein) oder KV-Online (Westfalen-Lippe) über ein Software-VPN mit Authentifizierung über Chipkarte oder Gridkarte. Viele KVen haben die möglichen Wege zur Übertragung der Online-Abrechnung in Abstimmung mit den zuständigen Landesdatenschützern entwickelt. Welche Übertragungswege für die Übermittlung der Abrechnung angeboten werden, ist daher von KV zu KV unterschiedlich.
Diesen landesspezifischen Varianten wurde jedoch ein Riegel vorgeschoben: Ab Sommer 2015 ist das KV-Safenet zwingend für die Onlinekommunikation mit den KVen vorgeschrieben.